# 30 Grandes Sucessos
30 Grandes Sucessos é uma coletânea que reúne os maiores êxitos musicais do cantor e compositor brasileiro Roberto Carlos, de 1999.

## Faixas
CD1
1. Todas As Nossas Senhoras (inédita)
2. Detalhes (1971)
3. Lady Laura (1978)
4. Quando Eu Quero Falar Com Deus (1995)
5. Como É Grande o Meu Amor por Você (regravação de 1996 para a canção original de 1967)
6. O Calhambeque (Road Hog) (1964)
7. Não Quero Ver Você Triste (1965)
8. Nossa Senhora (1993)
9. Debaixo dos Caracóis dos Seus Cabelos (1971)
10. O Portão (1974)
11. Fera Ferida (1982)
12. Como Vai Você (1972)
13. Proposta (1973)
14. Cavalgada (1977)
15. Outra Vez (1977)
16. Canzone Per Te (Roberto Carlos Ao Vivo, 1988)

CD2
1. Todas As Nossas Senhoras (inédita)
2. Eu Te Amo Tanto (1998)
3. Jesus Salvador (1994)
4. Quero Lhe Falar Do Meu Amor (1994)
5. Emoções (1981)
6. Amigo (1977)
7. Caminhoneiro (1984)
8. Falando Sério (1977)
9. Desabafo (1979)
10. Amada, Amante (1971)
11. Assunto Predileto (1996)
12. Café Da Manhã (1978)
13. Mulher De 40 (1996)
14. Alô (1994)
15. Aleluia (1984)Notas e referências

1. ↑  «Roberto Carlos». ABPD. Consultado em 31 de dezembro de 2010